# Produce 101 (sezon 2)
Produce 101 Season 2 (kor. 프로듀스 101 시즌 2, stylizowane na PRODUCE 101 Season 2) – południowokoreański survivalowy reality show transmitowany na antenie Mnet, drugi sezon z serii Produce 101. W projekcie, podobnie jak w pierwszym sezonie, wzięło udział 101 stażystów z różnych firm rozrywkowych. Spośród nich publiczność wybierze 11 osób, które utworzą nową grupę, wybiorą też jej koncept, debiutancki utwór i nazwę grupy. Program emitowany był od 7 kwietnia do 16 czerwca 2017 roku.
Wytwórnie SM, YG, JYP, Big Hit oraz Woollim zrezygnowały z udziału.

## Projekt
Na potrzeby programu zostało zatrudnionych kilku artystów do treningu uczestników. W roli prowadzącej wystąpiła BoA. Zajęcia wokalne prowadzili Lee Seok-hun z SG Wannabe oraz Shin Yu-mi. Kahi i Kwon Jae-seung nadzorowali zajęcia taneczne, a Cheetah i Don Mills prowadzili zajęcia rapu.
Produce 101 Season 2 został zaprezentowany po raz pierwszy w programie M Countdown 9 marca 2017 roku. Grupa została przedstawiona przez BoA, a uczestnicy wykonali piosenkę „Naya na (PICK ME)” (kor. 나야 나 (PICK ME)).

## Przebieg programu
W odcinku 1 i 2 przedstawieni zostali wszyscy ze 101 uczestników. Główna prowadząca BoA zapowiedziała, że w trakcie programu odbędzie się pięć misji. Każdy z chłopaków wystąpił przed jurorami, którzy ocenili ich indywidualne zdolności wokalne i taneczne przydzielając notę A, B, C, D lub F. Pierwszym zadaniem było nauczenie się piosenki „Naya na (Pick Me)” i opanowanie choreografii. Każda z pięciu grup miała osobne zajęcia wokalne, taneczne i z rapowania. Po trzech dniach zajęć uczestnicy zostali poddani ponownej ocenie i otrzymali nową notę.
W trzecim odcinku uczestnicy głosowali na kandydata na pozycję środkową (z grupy A) – najwięcej głosów otrzymał Lee Dae-hwi. Wszyscy uczestnicy zaprezentowali piosenkę po raz pierwszy w odcinku programu M Countdown. Po występie na żywo BoA poinformowała o odejściu 3 uczestników, przedstawiła drugie zadanie – „bitwa zespołów” (ang. Group Battle), a także zapowiedziała pierwszą eliminację uczestników z pozycji 61-98. Zawodnicy mogli wybrać spomiędzy debiutanckich piosenek ośmiu boysbandów: „Sorry Sorry” (Super Junior), „Replay” (Shinee), „10 out of 10” (2PM), „Shock” (B2ST), „Be Mine” (Infinite), „Call Me Baby” (Exo), „Mansae” (Seventeen) i „Boy in Luv” (BTS). Lee Dae-hwi mógł wybrać swój zespół jako pierwszy, a następnie przez losowanie wybrał Hwang Min-hyuna, który jako kolejny wybrał swój zespół. Pozostałe 14 zespołów również wybierano losowo. Założyciele grup następnie rywalizowali o piosenki poprzez wyścig: 8 zwycięzców mogło wybrać sobie przeciwników. Dwa zespoły wykonujące tę samą piosenkę rywalizowały ze sobą na żywo, a grupa z większą liczbą zdobytych punktów otrzymała dodatkowo 3000 punktów i możliwość występu na scenie w programie M Countdown. Najwięcej głosów zdobyła grupa Park Woo-dama („Mansae”).

## Uczestnicy
Przed emisją pierwszego odcinka, z programu odeszło trzech uczestników: Han Jong-youn (Maroo Entertainment) opuścił program ze względu na przeszłą kontrowersję, natomiast uczestnicy Kim Shi-hyun (Choon Entertainment) i Nam Yoon-Sung (I.One Entertainment) opuścili program ze względów zdrowotnych. Po emisji 5. odcinka, Ha Min-ho (The Vibe Label) opuścił program po oskarżeniu o molestowanie seksualne. Kim Tae-min opuścił program po emisji 7. odcinka z powodu choroby.
Kolejność według oficjalnej strony internetowej.
Legenda
     Zrezygnował z udziału
     Wyeliminowany w piątym odcinku
     Wyeliminowany w ósmym odcinku
     Wyeliminowany w dziesiątym odcinku
     Zwycięska grupa
| Agencja                  | Imię                              | Ocena sędziów | Ocena sędziów |
| Agencja                  | Imię                              | 1             | 2             |
| ------------------------ | --------------------------------- | ------------- | ------------- |
| Indywidualni stażyści    | Kim Sang-been (김상빈)            | B             | A             |
| Indywidualni stażyści    | Kim Jae-hwan (김재환)             | B             | B             |
| Indywidualni stażyści    | Kim Chan (김찬)                   | D             | F             |
| Indywidualni stażyści    | Lee In-soo (이인수)               | C             | B             |
| Indywidualni stażyści    | Choi Dong-ha (최동하)             | C             | B             |
| 2able Company            | Ju Won-tak (주원탁)               | B             | C             |
| 2Y Entertainment         | Lee Ki-won (이기원)               | D             | B             |
| Ardor and Able           | Roh Tae-hyun (노태현)             | A             | A             |
| Ardor and Able           | Ha Seng-un (하성운 Ha Sung-woon)  | A             | A             |
| Banana Entertainment     | Yoon Yong-bin (윤용빈)            | C             | C             |
| Blessing Entertainment   | Yu Jin-won (유진원)               | C             | F             |
| Blessing Entertainment   | Im Woo-hyeok (임우혁)             | C             | C             |
| Brand New Music          | Kim Dong-hyun (김동현)            | B             | B             |
| Brand New Music          | Park Woo-jin (박우진)             | A             | A             |
| Brand New Music          | Lee Dae-hwi (이대휘)              | A             | A             |
| Brand New Music          | Lim Young-min (임영민)            | B             | A             |
| Brave Entertainment      | Arredondo Samuel (김사무엘)       | A             | A             |
| C2K Entertainment        | Kim Seong-ri (김성리)             | B             | A             |
| C9 Entertainment         | Bae Jin-young (배진영)            | C             | F             |
| Chun Entertainment       | Kim Shi-hyun (김시현)             | D             |               |
| Chun Entertainment       | Jin Longguo/Kim Yong-guk (김용국) | C             | D             |
| Cre.ker Entertainment    | Joo Hak-nyeon (주학년)            | F             | F             |
| CS Entertainment         | Cho Jin-hyung (조진형)            | D             | B             |
| Cube Entertainment       | Lai Kuan-lin (라이관린)           | D             | F             |
| Cube Entertainment       | Yu Seon-ho (유선호)               | F             | F             |
| F.ENT                    | Lee Jun-woo (이준우)              | F             | C             |
| Fantagio                 | Ong Seong-wu (옹성우)             | A             | A             |
| FNC Entertainment        | Yoo Hoe-seung (유회승)            | D             | D             |
| Gini Stars Entertainment | Kim Do-hyun (김도현)              | C             | C             |
| Gini Stars Entertainment | Park Hee-seok (박희석)            | D             | C             |
| Gini Stars Entertainment | Wang Min-hyeok (왕민혁)           | C             | C             |
| GNI Entertainment        | Jeong Si-hyun (정시현)            | F             | F             |
| GON Entertainment        | Hong Eun-ki (홍은기)              | C             | D             |
| Hanahreum Company        | Kim Tae-min (김태민)              | F             | F             |
| HF Music Company         | Park Woo-dam (박우담)             | C             | F             |
| HF Music Company         | Woo Jin-young (우진영)            | C             | A             |
| HF Music Company         | Jeong Won-cheol (정원철)          | F             | D             |
| HF Music Company         | Jo Yong-geun (조용근)             | F             | F             |
| HIM Entertainment        | Park Sung-woo (박성우)            | F             | F             |
| Hunus Entertainment      | Kim Sang-kyun (김상균)            | F             | D             |
| I.One Entertainment      | Kim Yeon-kuk (김연국)             | F             | D             |
| I.One Entertainment      | Nam Yoon-sung (남윤성)            | F             |               |
| I.One Entertainment      | Ryu Ho-yeon (유호연)              | F             | C             |
| I.One Entertainment      | Choi Hee-soo (최희수)             | F             | F             |
| IMX                      | Cho Gyu-min (조규민)              | F             | D             |
| IT Entertainment         | Lee Seo-kyu (이서규)              | F             | D             |
| IT Entertainment         | Han Min-ho (한민호)               | D             | C             |
| Jellyfish Entertainment  | Yun Hee-seok (윤희석)             | F             | B             |
| K-Tigers                 | Byun Hyun-min (변현민)            | F             | C             |
| Kiwi Media Group         | Kim Dong-bin (김동빈)             | F             | F             |
| Maroo Entertainment      | Kwon Hyeop (권협)                 | D             | C             |
| Maroo Entertainment      | Park Ji-hoon (박지훈)             | C             | B             |
| Maroo Entertainment      | Han Jong-youn (한종연)            | B             | A             |

| Agencja                     | Imię                       | Ocena sędziów | Ocena sędziów |
| Agencja                     | Imię                       | 1             | 2             |
| --------------------------- | -------------------------- | ------------- | ------------- |
| Media Line                  | Lee Woo-jin (이우진)       | B             | A             |
| MMO Entertainment           | Kang Daniel (강다니엘)     | B             | A             |
| MMO Entertainment           | Kim Jae-han (김재한)       | C             | C             |
| MMO Entertainment           | Yoon Ji-seong (윤지성)     | F             | D             |
| MMO Entertainment           | Joo Jin-woo (주진우)       | F             | F             |
| MMO Entertainment           | Choi Tae-woong (최태웅)    | C             | D             |
| Namoo Actors                | Lee You-jin (이유진)       | D             | C             |
| Narda Entertainment         | Kim Tae-woo (김태우)       | F             | D             |
| ONO Entertainment           | Jang Moon-vok (장문복)     | F             | F             |
| Oui Entertainment           | Kim Dong-han (김동한)      | D             | B             |
| Oui Entertainment           | Jang Dae-hyeon (장대현)    | B             | D             |
| Oui Entertainment           | Jo Sung-wook (조성욱)      | F             | F             |
| Pan                         | Lee Ji-han (이지한)        | F             | B             |
| Pledis Entertainment        | Kang Dong-ho (강동호)      | D             | D             |
| Pledis Entertainment        | Kim Jong-hyun (김종현)     | D             | B             |
| Pledis Entertainment        | Choi Min-gi (최민기)       | D             | F             |
| Pledis Entertainment        | Hwang Min-hyun (황민현)    | C             | D             |
| Rainbow Bridge World (RBW)  | Son Dong-myeong (손동명)   | D             | F             |
| Rainbow Bridge World (RBW)  | Yeo Hwan-ung (여환웅)      | B             | B             |
| Rainbow Bridge World (RBW)  | Lee Gun-min (이건민)       | D             | F             |
| Rainbow Bridge World (RBW)  | Lee Keon-hee (이건희)      | D             | D             |
| Rainbow Bridge World (RBW)  | Choi Jae-woo (최재우)      | C             | B             |
| S How Entertainment         | Kim Nam-hyung (김남형)     | A             | A             |
| S How Entertainment         | Jeong Dong-su (정동수)     | B             | C             |
| Star Road Entertainment     | Kenta Takada (타카다 켄타) | C             | B             |
| Starship Entertainment      | Lee Gwang-hyun (이광현)    | B             | C             |
| Starship Entertainment      | Jung Se-woon (정세운)      | B             | B             |
| STL Entertainment           | Choi Jun-young (최준영)    | B             | C             |
| The Jackie Chan Group Korea | Kim Chan-yul (김찬율)      | F             | F             |
| The Jackie Chan Group Korea | Choi Ha-don (최하돈)       | D             | F             |
| The Vibe Label              | Kim Tae-dong (김태동)      | F             | A             |
| The Vibe Label              | Seong Hyun-woo (성현우)    | C             | B             |
| The Vibe Label              | Yoon Jae-chan (윤재찬)     | B             | C             |
| The Vibe Label              | Ha Min-ho (하민호)         | B             | D             |
| Total Set                   | Yoo Kyoung-mok (유경목)    | D             | C             |
| Wayz Company                | Jeong Joong-ji (정중지)    | F             | F             |
| WH Creative                 | Seo Sung-hyuk (서성혁)     | D             | D             |
| Widmay                      | Kim Ye-hyeon (김예현)      | F             | C             |
| Wings Entertainment         | Kim Yong-jin (김용진)      | D             | F             |
| YG K+                       | Kwon Hyun-bin (권현빈)     | F             | F             |
| YG K+                       | Kim Hyeon-woo (김현우)     | F             | C             |
| YG K+                       | Lee Hoo-lim (이후림)       | D             | B             |
| YG K+                       | Jeong Hyo-jun (정효준)     | F             | F             |
| Yuehua Entertainment        | Ahn Hyeong-seop (안형섭)   | D             | A             |
| Yuehua Entertainment        | Lee Eui-woong (이의웅)     | C             | D             |
| Yuehua Entertainment        | Justin (저스틴)            | C             | D             |
| Yuehua Entertainment        | Zhu Zheng-ting (정정)      | C             | D             |
| Yuehua Entertainment        | Choi Seung-hyeok (최승혁)  | D             | D             |

## Ranking
11 najlepszych uczestników wybranych przez internetowe głosowanie na stronie głównej programu Produce 101 i głosowania publiczności na żywo pokazane na końcu każdego odcinka. Ten ranking przedstawia Top 11 stażystów, którzy ostatecznie utworzą zespół.

### Pierwszy etap głosowania
| #  | Odcinek 1 (głosy online) | Odcinek 2 (głosy online) | Odcinek 3 (głosy online) | Odcinek 4 (głosy „na żywo”) | Odcinek 4 (głosy „na żywo”) | Odcinek 5 (głosy łączne) | Odcinek 5 (głosy łączne) |
| #  | Odcinek 1 (głosy online) | Odcinek 2 (głosy online) | Odcinek 3 (głosy online) | Imię                        | Głosy                       | Imię                     | Głosy                    |
| -- | ------------------------ | ------------------------ | ------------------------ | --------------------------- | --------------------------- | ------------------------ | ------------------------ |
| 1  | Park Ji-hoon             | Park Ji-hoon             | Park Ji-hoon             | Park Woo-dam                | 3270                        | Park Ji-hoon             | 1044197                  |
| 2  | Jang Moon-bok            | Arredondo Samuel         | Lee Dae-hwi              | Kim Tae-dong                | 3180                        | Arredondo Samuel         | 863861                   |
| 3  | Lee Dae-hwi              | Lee Dae-hwi              | Arredondo Samuel         | Ahn Hyeong-seop             | 3163                        | Yoon Ji-seong            | 844829                   |
| 4  | Joo Hak-nyeon            | Ong Seong-woo            | Ong Seong-woo            | Choi Min-ki                 | 3157                        | Ong Seong-wu             | 819186                   |
| 5  | Bae Jin-young            | Jang Moon-bok            | Ahn Hyeong-seop          | Kwon Hyun-bin               | 3142                        | Kang Daniel              | 817245                   |
| 6  | Arredondo Samuel         | Lai Kuan-lin             | Joo Hak-nyeon            | Takada Kenta                | 3133                        | Ahn Hyeong-seop          | 810639                   |
| 7  | Ahn Hyeong-seop          | Ahn Hyeong-seop          | Lai Kuan-lin             | Jang Moon-vok               | 3123                        | Lee Dae-hwi              | 809484                   |
| 8  | Ong Seong-woo            | Joo Hak-nyeon            | Jang Moon-vok            | Yoo Jin-won                 | 3123                        | Kim Jong-hyun            | 752149                   |
| 9  | Lee Eui-woong            | Hwang Min-hyun           | Yoon Ji-seong            | Yoon Hee-seok               | 3121                        | Lai Kuan-lin             | 717275                   |
| 10 | Lai Kuan-lin             | Lee Eui-woong            | Bae Jin-young            | Park Ji-hoon                | 3113                        | Joo Hak-nyeon            | 703391                   |
| 11 | Hwang Min-hyun           | Kim Jong-hyun            | Jung Se-woon             | Lee Ki-won                  | 3112                        | Hwang Min-hyun           | 680322                   |

Uwagi
- W 4 odcinku członkowie zwycięskich zespołów otrzymali dodatkowe 3000 punktów.

### Drugi i trzeci etap głosowania
| Etap drugi | Etap drugi               | Etap drugi                  | Etap drugi                  | Etap drugi               | Etap drugi               | Etap trzeci                 | Etap trzeci                 | Etap trzeci               | Etap trzeci               |
| #          | Odcinek 6 (głosy online) | Odcinek 7 (głosy „na żywo”) | Odcinek 7 (głosy „na żywo”) | Odcinek 8 (łączne głosy) | Odcinek 8 (łączne głosy) | Odcinek 9 (głosy „na żywo”) | Odcinek 9 (głosy „na żywo”) | Odcinek 10 (łączne głosy) | Odcinek 10 (łączne głosy) |
| #          | Odcinek 6 (głosy online) | Imię                        | Głosy                       | Imię                     | Głosy                    | Imię                        | Głosy                       | Imię                      | Głosy                     |
| ---------- | ------------------------ | --------------------------- | --------------------------- | ------------------------ | ------------------------ | --------------------------- | --------------------------- | ------------------------- | ------------------------- |
| 1          | Kim Jong-hyun            | Lee Gun-hee                 | 110 717                     | Kim Jong-hyun            | 2 795 491                | Kang Daniel                 | 100 205                     | Kang Daniel               | 828 148                   |
| 2          | Kang Daniel              | Kim Jong-hyun               | 110 665                     | Lai Kuan-lin             | 2 202 665                | Kang Dong-ho                | 20 078                      | Park Ji-hoon              | 630 198                   |
| 3          | Park Ji-hoon             | Noh Tae-hyun                | 110,621                     | Park Ji-hoon             | 2 181 840                | Joo Hak-nyeon               | 20 071                      | Ha Sung-woon              | 413 654                   |
| 4          | Wang Min-hyun            | Im Young-min                | 10 651                      | Lee Dae-hwi              | 2 095 314                | Yoo Seon-ho                 | 20 059                      | Bae Jin-young             | 389 982                   |
| 5          | Lai Kuan-lin             | Yoo Seon-ho                 | 10 642                      | Im Young-min             | 2 011 798                | Kim Yong-guk                | 20 058                      | Arredondo Samuel          | 378 491                   |
| 6          | Ong Seong-woo            | Jin Longguo                 | 10 633                      | Hwang Min-hyun           | 2 004 207                | Im Young-min                | 20 057                      | Park Woo-jin              | 372 493                   |
| 7          | Kim Jae-hwan             | Kim Jae-hwan                | 10 622                      | Ong Seong-woo            | 1 998 849                | Takada Kenta                | 20 024                      | Kim Jong-hyun             | 367 052                   |
| 8          | Kang Dong-ho             | Jung Se-woon                | 10 584                      | Kang Daniel              | 1 948 847                | Park Ji-hoon                | 182                         | Ong Seong-wu              | 358 656                   |
| 9          | Joo Hak-nyeon            | Joo Hak-nyeon               | 10 581                      | Kim Jae-hwan             | 1 822 842                | Park Woo-jin                | 95                          | Yoon Ji-seong             | 333 974                   |
| 10         | Lee Dae-hwi              | Park Woo-jin                | 10 542                      | Joo Hak-nyeon            | 1 629 176                | Hwang Min-hyun              | 91                          | Lee Dae-hwi               | 325 990                   |
| 11         | Yoo Seon-ho              | Zhu Zhengting               | 10 537                      | Kang Dong-ho             | 1 585 712                | Bae Jin-young               | 82                          | Hwang Min-hyun            | 315 650                   |

Uwagi
- W 7 odcinku zwycięzca z grupy otrzymał dodatkowe 10000 punktów, a zwycięzca każdej kategorii trzymał dodatkowe 100000 punktów.

### Wynik
Podczas ostatniego odcinka wyemitowanego 16 czerwca 2017 roku ogłoszono nazwę boysbandu – Wanna One (Hangul: 워너원).
| #  | Odcinek 11 (Łączne głosy) | Odcinek 11 (Łączne głosy) |
| #  | Imię                      | Głosy                     |
| -- | ------------------------- | ------------------------- |
| 1  | Kang Daniel               | 1 578 837                 |
| 2  | Park Ji-hoon              | 1 136 014                 |
| 3  | Lee Dae-hwi               | 1 102 005                 |
| 4  | Kim Jae-hwan              | 1 051 735                 |
| 5  | Ong Seong-woo             | 984 756                   |
| 6  | Park Woo-jin              | 937 379                   |
| 7  | Lai Kuan-lin              | 905 875                   |
| 8  | Yoon Ji-seong             | 902 098                   |
| 9  | Hwang Min-hyun            | 862 719                   |
| 10 | Bae Jin-young             | 807 749                   |
| 11 | Ha Sung-woon              | 790 302                   |

## Dyskografia

### Single
| 2017                                           | „Naya na (PICK ME)” (kor. 나야 나 (PICK ME)) | 26 | KOR: 781 339+ | –                  |
| 2017                                           | „I Know You Know”                            | 21 | KOR: 179 536+ | 35 Boys 5 Concepts |
| 2017                                           | „Oh Little Girl”                             | 7  | KOR: 368 729+ | 35 Boys 5 Concepts |
| 2017                                           | „Show Time”                                  | 25 | KOR: 173 564+ | 35 Boys 5 Concepts |
| 2017                                           | „Yeol-eojwo” (kor. 열어줘, ang. Open Up)     | 10 | KOR: 335 046+ | 35 Boys 5 Concepts |
| 2017                                           | „NEVER”                                      | 2  | KOR: 874 890+ | 35 Boys 5 Concepts |
| "–" oznacza, że wydawnictwo nie było notowane. |                                              |    |               |                    |

## Oglądalność
| No. | Data emisji | Oglądalność | Oglądalność |
| No. | Data emisji | AGB Nielsen | TNmS        |
| --- | ----------- | ----------- | ----------- |
| 1   | 2017.04.07  | 1,638%      | 2,1%        |
| 2   | 2017.04.14  | 1,912%      | 2,5%        |
| 3   | 2017.04.21  | 2,260%      | 3,2%        |
| 4   | 2017.04.21  | 2,321%      | 3,0%        |
| 5   | 2017.05.05  | 3,001%      | 3,9%        |
| 6   | 2017.05.12  | 3,054%      | 4,4%        |
| 7   | 2017.05.19  | 3,096%      | 4,2%        |
| 8   | 2017.05.26  | 3,275%      | 4,8%        |
| 9   | 2017.06.02  | 2,966%      | 4,5%        |
| 10  | 2017.06.09  | 3,927%      | 4,9%        |
| 11  | 2017.06.16  | 5,197%      | 6,4%        |

## Następstwa programu
- Zwycięska grupa Wanna One zadebiutowała 7 sierpnia 2017 z minialbumem 1X1=1 (To Be One)[21].
- Yoo Hoe-seung (39.) z FNC Entertainment dołączył do zespołu N.Flying 19 czerwca 2017[22].
- Kim Yong-guk (21.) i Kim Shi-hyun zadebiutowali w grupie projektowej Longguo & Shihyun 31 lipca 2017 wydając minialbum the.the.the'[23].
- Jung Dong-soo (36.) i Kim Nam-hyung (52.) zadebiutowali z duecie AA 3 sierpnia 2017 wydając singel FLEX[24].
- Im Young-min (15.) i Kim Dong-hyun (28.) zadebiutowali w grupie projektowej MXM 6 września 2017 wydając minialbum UNMIX[25].
- Kang Dong-ho (13.), Kim Jong-hyun (14.) oraz Choi Min-Ki (20.) wrócili do zespołu NU’EST i razem z pozostałym członkiem, jako NU’EST W, wydali minialbum W, Here 10 października 2017[26].
- Zespół Rainz złożony 7 członków (Seo Sung-hyuk (31.), Hong Eun-ki (38.), Byun Hyun-min (45.), Kim Seong-ri (47.), Lee Ki-won (53.), Joo Won-tak (62.) i Jang Dae-hyun (83.)) zadebiutował 12 października 2017 wydając minialbum Sunshine[27]. Będzie promował przez rok pod wytwórnią KISS Entertainment.
- Zespół JBJ złożony przez fanów miał składać się z Kim Yong-guk (21.), Kwon Hyun-bin (22.), Takada Kenta (24.), Roh Tae-hyun (25.), Kim Sang-gyun (26.), Kim Dong-han (29.) oraz Kim Tae-dong (30.)[28]. Udział Kim Tae-dong w grupie nie został potwierdzony z powodu trwającego konfliktu z jego agencją The Vibe Label[29]. Grupa zadebiutowała w 6-osobowym składzie 18 października 2017[30]. Promowała do końca kwietnia 2018 pod wytwórniami Fave Entertainment i CJ E&M.
- Yuehua Entertainment stworzyło specjalny unit dla Ahn Hyung-seoba (16.) i Lee Eui-woonga (23.), Hyeongseop X Euiwoong, którzy wydali debiutancji singel The Moment of Memory (kor. 눈부시게 찬란한) 2 listopada 2017[31].
- Roh Tae-hyun (25.) wrócił do zespołu Hotshot.
- Kim Sang-gyun (26.) wrócił do zespołu Topp Dogg.
- Lee Woo-jin (34.) z Media Line Entertainment oficjalnie dołączył do zespołu The East Light[32].
- Kim Tae-woo (49.) wrócił do zespołu Rion Five.
- Son Dong-myung (68.) wrócił do zespołu MAS. Później razem z kolegami z zespołu wziął udział w programie survivalowym stacji KBS – Idol Rebooting Project: The Unit.
- Choi Ha-don (85.) i Kim Chan-yul (78.) wrócili do zespołu JJCC.
- Son Dong-myeong (68.) wrócił do zespołu ONEWE.
- Ju Hak-nyeon (19.) zadebiutował 6 grudnia 2017 w zespole The Boyz[33].
- Kim Yeon-kuk, Ryu Ho-yeon i Nam Yoon-sung zadebiutowali 6 kwietnia 2018 w boysbandzie Noir pod agencją LUK Factory (wcześniej I.ONE Entertainment)[34].
- Kim Jae-han (81.) przeszedł do WYNN Entertainment i zadebiutował jako członek SPECTRUM 5 maja 2018.
- Kim Chan i Choi Dong-ha zadebiutowali 1 września 2018 roku w boysbandzie A-Teen pod agencją DS&A Entertainment[35].

RBW's 
- Lee Keon-hee (33.), Yeo Hwan-ung (41.) i Lee Gun-min (94., później jako Lee Seo-ho) zadebiutowali w zespole ONEUS 9 stycznia 2019.
- Kim Dong-hyun (28.), Lim Young-min (15.), Park Woo-jin (6.) i Lee Dae-hwi (3.) zadebiutują 22 maja 2019 w zespole AB6IX[36].
- Jang Moon-bok (27.), Seong Hyun-woo (61.) i Yun Hee-seok (46.) zadebiutowali 9 lipca 2019 w zespole Limitless, pod wytwórnią ONO Entertainment[37].
- Debiuty solowe:
  - Jang Moon-bok (27.) wydał solowy singel jako JMVOK – „Let's Walk Together” (kor. 같이 걸을래), 20 lipca 2017[38]; 6 marca 2018 ukazał się jego minialbum Peeps[39].
  - Arredondo Samuel (18.) wydał solowy minialbum Sixteen 2 sierpnia 2017[40].
  - Jung Se-woon (12.) wydał solowy minialbum Part 1. Ever 31 sierpnia 2017. Lee Gwang-hyun (44.) pojawił się na jednym z utworów z płyty, "Oh! My Angel" (kor. 오! 나의 여신)[41].
  - Kim Jae-hwan (4.) wyda solowy minialbum Another 20 maja 2018.
- Kim Dong-Bin (59.) dołączył do programu Produce X 101.